# Blackwater (Missouri)
Pour les articles homonymes, voir Blackwater.
Blackwater est une ville du comté de Cooper, dans le Missouri, aux États-Unis,. Située au nord-ouest du comté, elle est fondée en 1887 et est incorporée en 1946.

## Démographie
Lors du recensement de 2010, la ville comptait une population de 807 habitants. Elle est estimée, en 2016, à 814 habitants.

## Source de la traduction
- (en) Cet article est partiellement ou en totalité issu de l’article de Wikipédia en anglais intitulé « Blackwater, Missouri » (voir la liste des auteurs).